# De Liefde (Uithuizen)
De koren- en pelmolen De Liefde (van 1962 tot 2002 De Jonge Jan genoemd) staat aan de Mennonietenkerkstraat in Uithuizen (gemeente Het Hogeland) in de provincie Groningen.
Reeds in 1499 is er sprake van windrecht te Uithuizen. In de periode 1536-1566 wordt de molen te Uithuizen zes maal vermeld en in 1621 wordt 'de Mollenwijrde te Uthusen' vermeld. Er is dan sprake van een standerdmolen, waarin tarwe en rogge werd vermalen. Deze molen had vervolgens diverse eigenaren en in 1808 was dat Machiel Cornelis Mulder. In 1866 was H. Mulder de eigenaar en hij liet de standerdmolen in 1866 afbreken en vervangen door een nieuwe achtkante bovenkruier met stelling, de huidige molen De Liefde.
In deze nieuwe molen werd vroeger zowel gemalen als gepeld. Door het malen verkreeg men meel en door het pellen van gerst ontstond gort. Voor malen en pellen werden verschillende stenen gebruikt. De beide pelstenen zijn nog wel aanwezig, maar zijn niet meer in gebruik. Gemalen wordt er af en toe nog met een koppel kunststenen.
Onder in de molen staat de maalstoel met een koppel kleine maalstenen (wolfjes) waarmee bij windstilte op motorkracht werd gemalen. In de molen zijn vijf zolders, t.w. de waaierzolder, stellingzolder, steenzolder, luizolder en de kapzolder. De beide stalen roeden hebben een lengte van 21 meter en zijn voorzien van het Van Busselsysteem met zelfzwichting. De stelling bevindt zich op een hoogte van 7 meter.
De molen stond vroeger buiten het dorp en heeft twee inrijpoorten, waardoor de boeren met hun paard en wagen vol zakken met graan aan de ene kant naar binnen en aan de andere kant weer naar buiten konden rijden. De gebogen rijbaan van klinkers is nog in de molen aanwezig.
Nadat de laatste beroepsmolenaar in 1986 de molen aan de gemeente verkocht, volgde in 1992-94 een ingrijpende restauratie. De feestelijke heringebruikneming vond op 11 mei 1994 plaats. De molen is nu een rijksmonument en is als enige van de vier molens die er in de 19e eeuw in Uithuizen hebben gestaan overgebleven.
Links voor de molen staat de bewaard gebleven sarrieshut, waarin nu de VVV is gehuisvest. Ook dit gebouwtje staat onder bescherming van de Rijksdienst voor Monumentenzorg. Dit is de enige sarrieshut, van de ruim 100 die er in de loop der eeuwen naast korenmolens zijn gebouwd, die nog steeds naast een molen staat. In alle andere gevallen is òf de sarrieshut òf de molen verdwenen. De molen is maalvaardig en wordt beheerd door een vrijwillig molenaar.